# Federico Bonazzoli
Federico Bonazzoli (Manerbio, 1997. május 21. –) olasz labdarúgó, a Sampdoria csatára, kölcsönben a SPAL-ban szerepel.

## Pályafutása

### A kezdetek
Bonazzoli még nem volt tizenhét éves amikor 2014. május 7-én bemutatkozott  az Internazionale csapatában. A 2013-14-es bajnokság utolsó fordulójában Rubén Botta helyére állt be a 85. percben a Chievo ellen.(1-2) Ő lett a milánói csapat második legfiatalabb debütánsa az olasz élvonalban 16 évesen, 11 hónaposan és 27 naposan, tizenhét nappal idősebben mint az 1982-ben bemutatkozó Massimo Pellegrini.
2015. február 2-án a Sampdoria igazolta le 4.500.000 euróért, de idény végéig maradt az Interben.
2016. január 21-én a szezon hátralevő részére a Virtus Lancianóhoz került kölcsönbe, míg a 2016-17-es idényt a másodosztályú Bresciánál töltötte.

### A válogatottban
Bonazzoli az olasz U17-es válogatott tagjaként részt vett a 2013-as Arab Emírségekben megrendezett világbajnokságon. 
2014. november 17-én Dánia ellen debütált az olasz U21-es válogatottban, mint az ott legfiatalabbként pályára lépő játékos.

## Játékstílusa
Bonazzoli példaképének a svéd Zlatan Ibrahimovićot tartja, az Internazionale szurkolói pedig általában Christian Vierihez hasonlították, tankszerű testalkata és gólérzékenysége miatt.

## Statisztika

### Klub
2015. július 15-én frissítve
| Klub           | Szezon                | Bajnokság     | Bajnokság | Kupa          | Kupa  | Nemzetközi kupa | Nemzetközi kupa | Egyéb         | Egyéb | Összesen      | Összesen |
| Klub           | Szezon                | Pályára lépés | Gólok     | Pályára lépés | Gólok | Pályára lépés   | Gólok           | Pályára lépés | Gólok | Pályára lépés | Gólok    |
| -------------- | --------------------- | ------------- | --------- | ------------- | ----- | --------------- | --------------- | ------------- | ----- | ------------- | -------- |
| Internazionale | 2013–14               | 1             | 0         | 1             | 0     | –               | –               | –             | –     | 2             | 0        |
| Internazionale | 2014–15               | 4             | 0         | 1             | 0     | 2               | 0               | –             | –     | 7             | 0        |
| Internazionale | Internazionale összes | 5             | 0         | 2             | 0     | 2               | 0               | –             | –     | 9             | 0        |
| Karrier összes | Karrier összes        | 5             | 0         | 2             | 0     | 2               | 0               | –             | –     | 9             | 0        |